# Pousafoles do Bispo
Pousafoles do Bispo é uma povoação portuguesa do Município do Sabugal que foi sede da extinta Freguesia de Pousafoles do Bispo, freguesia que tinha 18,85 km² de área e 277 habitantes (2011), e, por isso, uma densidade populacional de 14,7 hab./km². Para além da sede, a freguesia era composta também pelas povoações de Monte Novo, Lameiras de Cima, Lameiras de Baixo, Sobreira, Quinta de São Domingos, Semideiro.
A Freguesia de Pousafoles do Bispo foi extinta (agregada) pela reorganização administrativa de 2012/2013, tendo o seu território sido agregado ao das Freguesias de Pena Lobo e Lomba para criar a União de Freguesias de Pousafoles do Bispo, Pena Lobo e Lomba.

## População
| População da freguesia de Pousafoles do Bispo | População da freguesia de Pousafoles do Bispo | População da freguesia de Pousafoles do Bispo | População da freguesia de Pousafoles do Bispo | População da freguesia de Pousafoles do Bispo | População da freguesia de Pousafoles do Bispo | População da freguesia de Pousafoles do Bispo | População da freguesia de Pousafoles do Bispo | População da freguesia de Pousafoles do Bispo | População da freguesia de Pousafoles do Bispo | População da freguesia de Pousafoles do Bispo | População da freguesia de Pousafoles do Bispo | População da freguesia de Pousafoles do Bispo | População da freguesia de Pousafoles do Bispo | População da freguesia de Pousafoles do Bispo |
| --------------------------------------------- | --------------------------------------------- | --------------------------------------------- | --------------------------------------------- | --------------------------------------------- | --------------------------------------------- | --------------------------------------------- | --------------------------------------------- | --------------------------------------------- | --------------------------------------------- | --------------------------------------------- | --------------------------------------------- | --------------------------------------------- | --------------------------------------------- | --------------------------------------------- |
| 1864                                          | 1878                                          | 1890                                          | 1900                                          | 1911                                          | 1920                                          | 1930                                          | 1940                                          | 1950                                          | 1960                                          | 1970                                          | 1981                                          | 1991                                          | 2001                                          | 2011                                          |
| 846                                           | 941                                           | 1 051                                         | 1 070                                         | 1 167                                         | 1 172                                         | 1 033                                         | 1 280                                         | 1 278                                         | 1 168                                         | 602                                           | 516                                           | 402                                           | 338                                           | 277                                           |

Por idades em 2001 e 2011:	

| 0-14 anos | 21 | 7 |  | 15-24 anos) | 26 | 15 |  | 25-64 anos | 120 | 104 |  | 65 e + anos) | 171 | 151 |

## Património
- Igreja Paroquial de São Salvador;
- Capela de São Sebastião;
- Capela de Santa Apolónia;
- Capela de Santa Eufémia;
- Capela de Santo António;
- Capela de Santo Antão;
- Alminhas.